# Tomás Yankelevich
Tomás Yankelevich (Buenos Aires, 12 de diciembre de 1977) es un director y productor de televisión argentino. Entre febrero de 2011 y 2017 fue director de programación de Telefe. Actualmente vive en Surfside, Miami Dade, Florida, EEUU.

## Biografía
Es hijo del director y productor de televisión Gustavo Yankelevich, y de la actriz y productora de televisión Cris Morena. Su hermana mayor fue la actriz y cantante Romina Yan, fallecida en 2010. Su bisabuelo Jaime Yankelevich es considerado uno de los fundadores de la televisión argentina. Su familia paterna es de origen búlgaro (judío) y su materna italiano (no-judío).
Está casado con la actriz Sofía Reca desde 2008, con quien tiene dos hijos: Inti, nacido en 2010, y Mila, nacida en 2018, quien falleció el 28 de julio de 2025, tras un accidente en barco.
En cine dirigió la película del grupo musical femenino Bandana, Vivir intentando y produjo la película del grupo musical Erreway, Erreway: 4 caminos.
En televisión fue director y productor de la serie de televisión Amor mío (2005), protagonizada por su hermana Romina Yan.
En 2011 tomó la dirección de programación de Telefe siendo el director de Contenidos Global hasta 2017.
En 2017 asumió como el vicepresidente ejecutivo y jefe de contenido de entretenimiento general de Turner Latin America (hoy Warner Bros. Discovery Latin America), hasta 2023.

## Trabajos
Con su productora Utopía:
Director
- Vivir intentando (cine, 2003)
- Amor mío (TV, 2005)
- Supertorpe (TV, 2011)

Guionista
- Vivir intentando (cine, 2003)

Productor
- Popstars Argentina (TV, 2001)
- Erreway: 4 caminos (cine, 2004)
- Amor mío (TV, 2005)
- Supertorpe (TV, 2011)
- Cuando me sonreís (TV, 2011)
- Somos ángeles (TV, 2012)